# Joan Burke
Hanna Teresa „Joan“ Burke (geborene Crowley, * 8. Februar 1928 in Bandon, County Cork, Irland; † 27. Oktober 2016 in Rathfarnham, Dublin) war eine frühere irische Politikerin der Fine Gael. Sie war von 1961 bis 1981 Teachta Dála (Abgeordnete) im Unterhaus (Dáil Éireann).

## Biografie
Joan Burke wurde als Krankenschwester ausgebildet. Bei einer Feier in Tulsk lernte sie den Landwirt und Politiker James Burke kennen und heiratete ihn 1959. Mit ihm hatte sie zwei Kinder. Als James Burke starb, übernahm Joan die Landwirtschaft und trat dann als Kandidatin im Wahlkreis Roscommon bei der Nachwahl an. Sie konnte die meisten Stimme auf sich vereinen. Dies gelang ihr auch bei den Wahlen 1965 sowie, im Wahlkreis Roscommon–Leitrim, 1969, 1973 und 1977. Bei den Wahlen zum Dáil Éireann 1981 trat sie nicht mehr an.
Burke war Feministin. Sie kämpfte für die Berücksichtigung von verheirateten Frauen im Öffentlichen Dienst. Gleichzeitig ergriff sie Partei für die Kleinbauern in den Regionen. 